# Арланова, Валерия Юрьевна
Вале́рия Ю́рьевна Арла́нова (бел. Вале́рыя Ю́р'еўна Арланава; род. 5 апреля 1971) — белорусская актриса кино и театра, ведущий мастер сцены Театра-студии киноактера в Минске. Заслуженная артистка Республики Беларусь (2018).

## Биография
Родилась в Молодечно 5 апреля 1971 года.
С отличием окончила школу. Окончила актёрское отделение Белорусской академии искусств. Работала актрисой в Республиканском театре белорусской драмы «Вольная сцена», играла в спектаклях Национального академического театра имени Янки Купалы, Минского областного драматического театра. С 1996 года работает в Театре-студии киноактера Белорусской национальной киностудии Беларусьфильм.

## Фильмография

### Художественные фильмы и телесериалы
- 1993 — Дафнис и Хлоя — Климена
- 1995 — Пейзаж с тремя купальщицами — девушка на пробах
- 1996 — Птицы без гнезд
- 1997 — Бег от смерти
- 1997 — Игра в прятки (короткометражный фильм)
- 2000 — Алхимики
- 2000 — Каменская: Смерть и немного любви — Самыкина
- 2001 — Подари мне лунный свет — ассистентка Сергея
- 2001 — Поводырь — Саша
- 2002 — Подружка осень
- 2004 — Вам — задание — Ольга Ильинична Василевская, военврач
- 2004 — Мужчины не плачут
- 2005 — Дунечка — Валентина, мама Дунечки
- 2006 — Рифмуется с любовью — Светлана
- 2006 — Соблазн — Ольга Василевич
- 2006 — Кактус и Елена
- 2008 — Тяжёлый песок — Галина Сташенок
- 2008 — Удиви меня — Лена
- 2010 — Покушение — Зоя Михайловна («Зизи»), аккомпаниатор
- 2010 — Моя любовь — Настя, жена Теслова
- 2010 — Любовь Надежды — Ксения
- 2011 — Лучший друг семьи — Нина Максимовна
- 2011 — Немец — Анюта
- 2012 — Псевдоним «Албанец» 4
- 2012 — Дела семейные
- 2012 — Смерть шпионам! Операция «Ударная волна» — Анна Шабалина
- 2012 — Одинокий остров
- 2015 — В тесноте,да не в обиде
- 2016 — Куба — Маргарита Александровна Мулявина, актриса
- 2020 — Танкист — Валентина Ивановна, военврач

## Призы и награды
- Приз «За лучшую женскую роль» в фильме «Поводырь» (реж. А. Ефремов) на 4-м Международном кинофестивале «БРИГАНТИНА-2001» и 1-м Международном фестивале профессиональных кадров кино (2001 г., г. Брянск, Украина);
- Приз зрительских симпатий за роль в фильме «Поводырь» (реж. А. Ефремов) на VIII Международном кинофестивале стран содружества независимых государств и Балтии «Лістапад-2001»;
- Специальный приз газеты «Советская Белоруссия» самой обаятельной киноактрисе года (2001 г.);
- Стипендиат Специального фонда Президента Республики Беларусь по поддержке творческой интеллигенции (до 40 лет) (главная роль в спектакле «Очень простая история» по пьесе М. Ладо) — 2005 г.;
- Медаль Франциска Скорины (2011 г.).
- Заслуженная артистка Республики Беларусь (2018 г.)[1].